# Turismo gastronômico

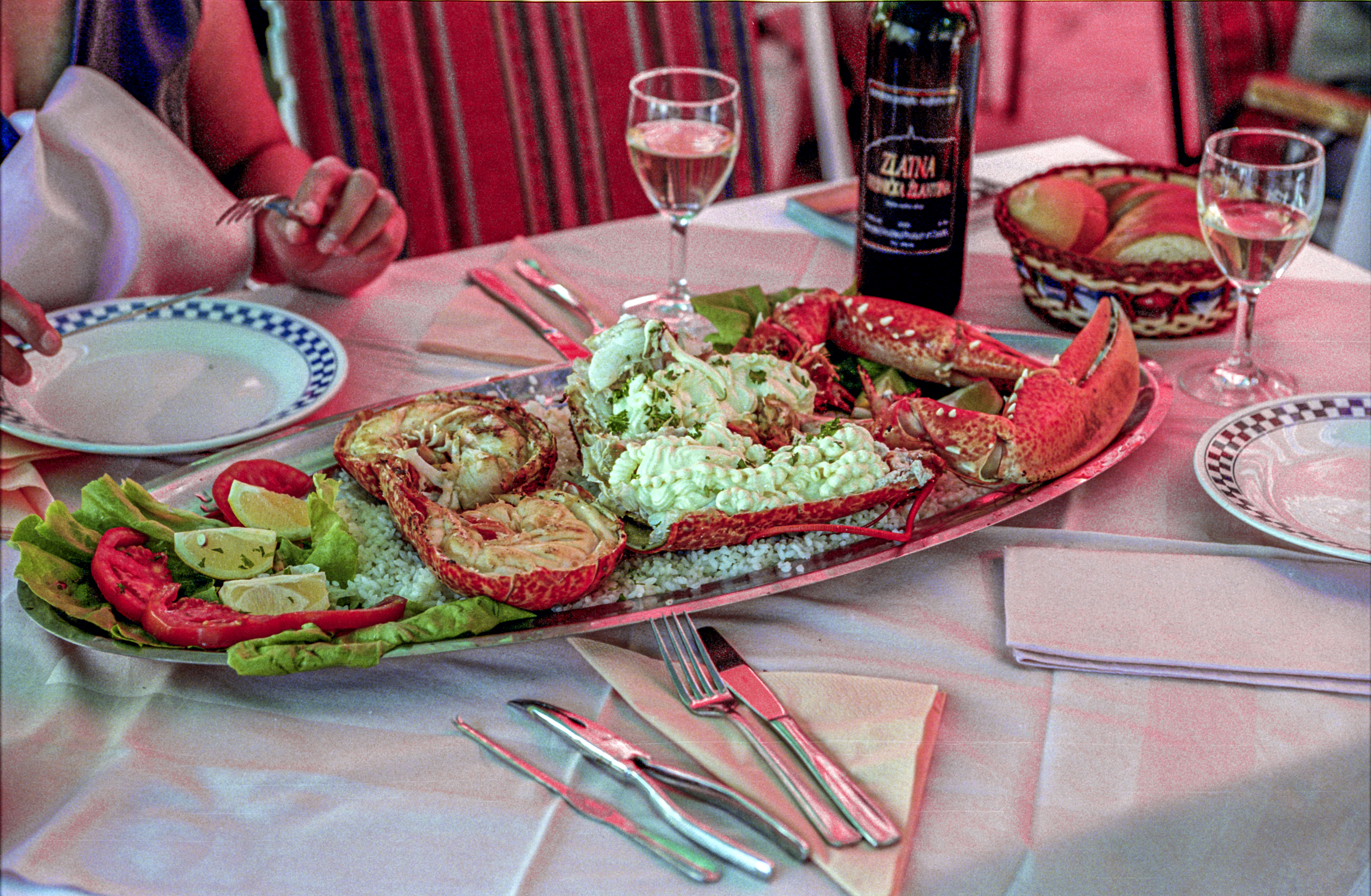
Refeição mediterrânica na Dalmácia, Croácia.

O turismo culinário, gastronômico (português brasileiro) ou gastronómico (português europeu) é, segundo a Rede Europeia de Património Culinário Regional,  um conceito que parte da premissa de que a gastronomia de um destino turístico (país ou região) é um ativo sempre presente na cultura local e por isso é incontornável na experiência global que um turista obtém desse lugar porque almoçar ou jantar fora é uma necessidade para qualquer viajante. O turismo culinário não é sinónimo de turismo gastronómico porque este último é, por si só, como define o Instituto Camões, um único produto turístico como já foi reconhecido pelo movimento Slow Food. É exemplo do turismo culinário a vivência local da Culinária do Mediterrâneo

## Cultura e economia
A World Travel Food Association (WTFA) define Turismo Culinário como parte de uma experiência turística completa na medida em que a Gastronomia representa uma fatia importante do Turismo cultural e está intimamente ligado ao Turismo Rural pela sua relação com as atividades agrícolas que produzem os ingredientes necessários à produção de refeições. Em janeiro de 2014, a WTFA publicou um manual intitulado "Have Fork Will Travel" onde se afirma que o Turismo Culinário não pode ser reduzido ao designado Turismo Gastronómico porque segundo a WTFA este nicho "gourmet" compreende apenas 8,1% do total de viagens turísticas.
Como cada turista come, em média, pelo menos três vezes por dia, a aposta numa fileira como o Turismo Culinário representará, para a WTFA, um incremento das receitas turísticas, sobretudo nos países que não são conhecidos pela sua cultura gastronómica. Países como a Irlanda, Filipinas, Portugal ou Canadá podem ser bons exemplos de como um investimento na melhoria da qualidade da cadeia culinária pode resultar num retorno económico acrescido.
A importância do Turismo Culinário no desenvolvimento económico sustentável foi já referenciado em 2012 no UNWTO Global Report on Food Tourism durante onde é referido que enquanto produto turístico isolado a Gastronomia deixou de ser um meio de marketing uma vez que os turistas procuram cada vez mais experiências que liguem as suas visitas às origens culturais dos locais e os «sabores são uma parte de um todo».
Em outubro de 2014, a especialista em Turismo Culinário Christine Couvelier declarou São Francisco como o melhor destino de uma lista de 10 cidades mundiais enquanto o Peru foi galardoado com o prémio World's Leading Culinary Destination 2014 entregue no âmbito da World Travel Awards.